# Puerto de Pesca de Póvoa de Varzim

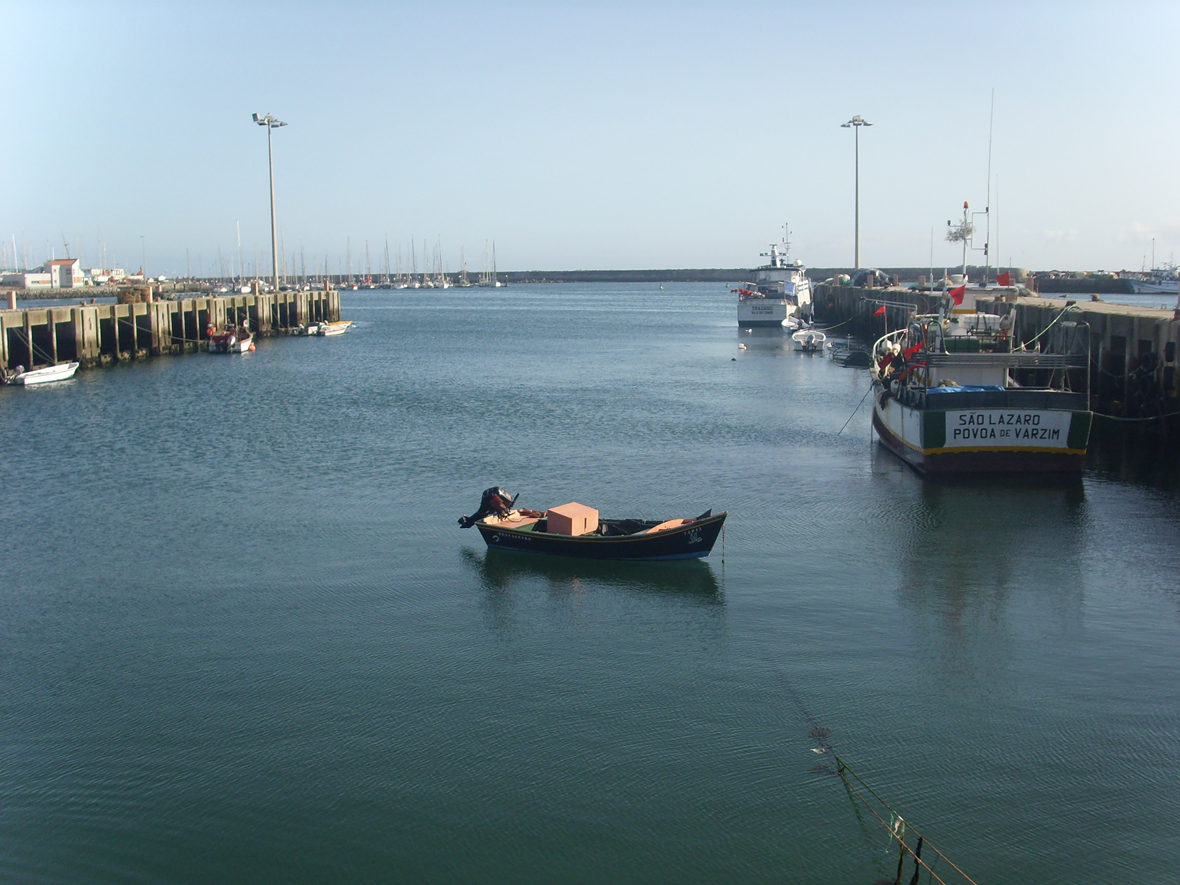
Imagen de Porto da Povoa de Varzim

El Puerto de Pesca de Póvoa de Varzim fue construido en la década de 1950 en la Ensenada de Póvoa de Varzim (también conocida como Baía o Angra da Póvoa).
Los orígenes del puerto de pesca se remontan al siglo XI, ya que a partir de esta época la ensenada empieza a ser usada regularmente por embarcaciones, por el hecho de ser una zona más o menos abrigada. En esta pequeña bahía, los pescadores locales desarrollaron la Lancha poveira, hoy desaparecida. El puerto dictó la muerte del Ala-Arriba!, una de las tradiciones de la playa poveira.
Uno de los mayores defensores de la construcción del puerto fue Caetano Vasques Calafate (1890 - 1963), un profesor y periodista que defendía este deseo de la clase pesquera local en la prensa de Lisboa y Oporto.
En el muelle sur del puerto, hoy se localiza la Dársena de Póvoa de Varzim.
- Datos: Q7231252
- Multimedia: Porto da Póvoa de Varzim / Q7231252